# Okres Włoszczowa
Okres Włoszczowa (polsky Powiat włoszczowski) je okres v polském Svatokřížském vojvodství. Rozlohu má 907,86 km² a v roce 2023 zde žilo 43 085 obyvatel. Sídlem správy okresu je město Włoszczowa.

## Gminy
Městsko-vesnická:
- Włoszczowa

Vesnické:
- Kluczewsko
- Krasocin
- Moskorzew
- Radków
- Secemin

## Město
- Włoszczowa

## Sousední okresy
| Růžice kompasu | Radomsko    | Końskie          | Kielce    | Růžice kompasu |
| Růžice kompasu | Częstochowa | Sever            |           | Růžice kompasu |
| Růžice kompasu | Częstochowa | Okres Włoszczowa |           | Růžice kompasu |
| Růžice kompasu | Częstochowa | Jih              |           | Růžice kompasu |
| Růžice kompasu | Zawiercie   |                  | Jędrzejów | Růžice kompasu |